# Laura Sánchez Ley
Laura Sánchez Ley (Tijuana, 1988) es una periodista y escritora mexicana. Su trabajo periodístico se centra en transparencia, seguridad, narcotráfico y derechos humanos.

## Biografía
Laura Sánchez Ley nació en Tijuana, Baja California, en 1988.

### Estudios
Estudió la licenciatura en comunicación en la Universidad Autónoma de Baja California.

### Carrera periodística
Ha trabajado en diversos medios, como corresponsal en El Universal. También fue parte de los periodistas de investigación de Mexicanos Contra la Corrupción y la Impunidad, y colaboradora en medios como Expansión Política, Aristegui Noticias, Milenio, entre otros.
En 2017, cuando estaba cubriendo un plantón de manifestantes de Pemex, en Playas de Rosarito, Sánchez Ley fue golpeada por elementos de la gendarmería.
En enero de 2022, protestó junto a otros periodistas, por el asesinato de Margarito Martínez Esquivel y Lourdes Maldonado, en las instalaciones de la Secretaría de Gobernación. Asimismo declaró que las condiciones con las que trabajan los periodistas en Tijuana los exponen, debido a la inseguridad.

### El caso Colosio y Aburto
Laura Sánchez Ley ha realizado investigaciones sobre el asesinato del candidato presidencial, Luis Donaldo Colosio. Comenzó a interesarse en el caso, en 2012, cuando conoció a uno de los testigos del juicio de solicitud de asilo político de la familia de Mario Aburto. A partir de su investigación, publicó un libro bajo el sello editorial Grijalbo, el cual recopila entrevistas de familiares, conocidos y testigos del caso Colosio.
El 11 de marzo de 2019, la Fiscalía General de la República desclasificó la información y documentos sobre la averiguación previa del asesinato de Luis Donaldo Colosio. Antes de esto, se planteaba que los archivos fueran reservados por otros 5 años; sin embargo, Sánchez Ley impugnó esta decisión ante el Instituto Nacional de Acceso a la Información (INAI), quienes decidieron en votación por unanimidad en permitir el acceso al expediente. La periodista Laura Sánchez Ley fue la primera en consultarlo y en analizarlo. El expediente consta de 70 mil fojas, aunque como señala, presentaba tachaduras de las 700 personas que participaron como testigos del caso.
A partir de la apertura de los expedientes, Sánchez Ley encontró inconsistencias y anomalías, como testimonios de los cuales los testigos se retractaron, pues habían sido obligados a declarar bajo amenaza. La misma Graciela González, novia de Mario Aburto, señaló en un careo que Aburto no le dijo nada, cuando antes había declarado que le confesó el crimen. Esto es así, porque González habría sido obligada a firmar esa declaración por la policía federal. Esta misma situación pasó con otros personajes cercanos a Aburto. Sánchez Ley también encontró que de los ocho antes de la policía que habían declarado como testigos, seis de ellos estuvieron ausentes durante el magnicidio.

### Archivero
Laura Sánchez Ley y Dardo Neubauer, fundaron el sitio web y proyecto de investigación periodística titulado Archivero, en febrero de 2022. El proyecto tiene la intención de hacer solicitudes de acceso a información de registros públicos, para así desclasificarlos y mostrar la información de los mismos, las cuales son de interés público y que en el pasado se mantuvieron en secreto. Asimismo, el proyecto busca que la información sea mostrada con contexto, para encontrar los hilos conductores que le den sentido a los casos sin resolver. Asimismo, se plantea como un proyecto de acceso abierto y libre. El proyecto fue reseñado por el NiemanLab de Harvard, en un texto publicado por Hanaa’ Tameez.
Archivero también fue publicado en redes sociales, como Instagram, Twitter y TikTok, para así pedirle a los seguidores qué carpetas o expedientes quisieran que Archivero solicitara, utilizando una estrategia de inteligencia colectiva. En primera instancia, muchas personas pidieron el del asesinato de Chalino Sánchez; sin embargo, este expediente seguiría cerrado otros cinco años, pues siguen investigando el asesinato.
El Archivero también obtuvo documentos que mostraron que Manlio Fabio Beltrones, Carlos Salinas de Gortari y Ernesto Zedillo estaban al tanto de un posible atentado en 1994, encontrar del entonces candidato presidencial por el PRI, Luis Donaldo Colosio. Dentro de las carpetas liberadas, el expediente de Los Narcosatánicos salió a la luz, Ley cuenta la historia a través de podcast disponibles en plataformas digitales.

## Obra

### Libros
- Aburto. Testimonios desde Almoloya, el infierno de hielo. Grijalbo, 2017[18] / Debolsillo (segunda edición), 2022[19]
- Romper El Silencio (coautoría). Brigada Cultural, Periodistas de a Pie, 2017[20][21]